# Leptopelis parvus
Espèce
Statut de conservation UICN

 DD  : Données insuffisantes
Leptopelis parvus est une espèce d'amphibiens de la famille des Arthroleptidae.

## Répartition
Cette espèce est endémique du Haut-Lomami au Congo-Kinshasa. Elle se rencontre entre 700 et 1 300 m d'altitude dans le parc national de l'Upemba.

## Description
Les mâles mesurent de 27 à 32 mm et les femelles de 45 à 48 mm.

## Publication originale
- Schmidt & Inger, 1959 : Amphibians exclusive of the genera Afrixalus and Hyperolius. Exploration du Parc National de l'Upemba. Mission G.F. de Witte, Institut des Parcs Nationaux du Congo Belge, vol. 56, p. 1-264.